# Ескалатор (шаховий маневр)
Маневр «ескалатор» — ідея в шаховій композиції у багатоходових задачах і етюдах. Суть ідеї — фігура, ідучи по діагоналі вниз або вгору, робить ходи, які нагадують рух сходинками.

## Історія
Цю ідею вперше в 1850 році виразив у багатоходівці англійський шаховий композитор Гораціо Болтон (02.06.1793 — 15.08.1873).
У задачі або в етюді для досягнення мети чорна чи біла фігура, це можуть бути або король, або тура, або ферзь, робить геометричний маневр в одному діагональному напрямку з чергуванням  ходів на одне поле то по горизонталі, то по вертикалі, загальний рух цих ходів нагадує рух сходинками вверх або вниз. Задача є більш ефектною, коли тематичними фігурами є тура або ферзь.
Ідея дістала назву — маневр «ескалатор» або «сходи».
|   | a | b | c | d | e | f | g | h |   |
| 8 | a8 чорний король · b8 чорний слон · a6 чорний пішак · a5 білий кінь · b5 чорний слон · d5 білий король · c4 білий кінь · g4 чорний ферзь · d2 білий пішак · h2 білий слон · h1 білий слон | a8 чорний король · b8 чорний слон · a6 чорний пішак · a5 білий кінь · b5 чорний слон · d5 білий король · c4 білий кінь · g4 чорний ферзь · d2 білий пішак · h2 білий слон · h1 білий слон | a8 чорний король · b8 чорний слон · a6 чорний пішак · a5 білий кінь · b5 чорний слон · d5 білий король · c4 білий кінь · g4 чорний ферзь · d2 білий пішак · h2 білий слон · h1 білий слон | a8 чорний король · b8 чорний слон · a6 чорний пішак · a5 білий кінь · b5 чорний слон · d5 білий король · c4 білий кінь · g4 чорний ферзь · d2 білий пішак · h2 білий слон · h1 білий слон | a8 чорний король · b8 чорний слон · a6 чорний пішак · a5 білий кінь · b5 чорний слон · d5 білий король · c4 білий кінь · g4 чорний ферзь · d2 білий пішак · h2 білий слон · h1 білий слон | a8 чорний король · b8 чорний слон · a6 чорний пішак · a5 білий кінь · b5 чорний слон · d5 білий король · c4 білий кінь · g4 чорний ферзь · d2 білий пішак · h2 білий слон · h1 білий слон | a8 чорний король · b8 чорний слон · a6 чорний пішак · a5 білий кінь · b5 чорний слон · d5 білий король · c4 білий кінь · g4 чорний ферзь · d2 білий пішак · h2 білий слон · h1 білий слон | a8 чорний король · b8 чорний слон · a6 чорний пішак · a5 білий кінь · b5 чорний слон · d5 білий король · c4 білий кінь · g4 чорний ферзь · d2 білий пішак · h2 білий слон · h1 білий слон | 8 |
| 7 | a8 чорний король · b8 чорний слон · a6 чорний пішак · a5 білий кінь · b5 чорний слон · d5 білий король · c4 білий кінь · g4 чорний ферзь · d2 білий пішак · h2 білий слон · h1 білий слон | a8 чорний король · b8 чорний слон · a6 чорний пішак · a5 білий кінь · b5 чорний слон · d5 білий король · c4 білий кінь · g4 чорний ферзь · d2 білий пішак · h2 білий слон · h1 білий слон | a8 чорний король · b8 чорний слон · a6 чорний пішак · a5 білий кінь · b5 чорний слон · d5 білий король · c4 білий кінь · g4 чорний ферзь · d2 білий пішак · h2 білий слон · h1 білий слон | a8 чорний король · b8 чорний слон · a6 чорний пішак · a5 білий кінь · b5 чорний слон · d5 білий король · c4 білий кінь · g4 чорний ферзь · d2 білий пішак · h2 білий слон · h1 білий слон | a8 чорний король · b8 чорний слон · a6 чорний пішак · a5 білий кінь · b5 чорний слон · d5 білий король · c4 білий кінь · g4 чорний ферзь · d2 білий пішак · h2 білий слон · h1 білий слон | a8 чорний король · b8 чорний слон · a6 чорний пішак · a5 білий кінь · b5 чорний слон · d5 білий король · c4 білий кінь · g4 чорний ферзь · d2 білий пішак · h2 білий слон · h1 білий слон | a8 чорний король · b8 чорний слон · a6 чорний пішак · a5 білий кінь · b5 чорний слон · d5 білий король · c4 білий кінь · g4 чорний ферзь · d2 білий пішак · h2 білий слон · h1 білий слон | a8 чорний король · b8 чорний слон · a6 чорний пішак · a5 білий кінь · b5 чорний слон · d5 білий король · c4 білий кінь · g4 чорний ферзь · d2 білий пішак · h2 білий слон · h1 білий слон | 7 |
| 6 | a8 чорний король · b8 чорний слон · a6 чорний пішак · a5 білий кінь · b5 чорний слон · d5 білий король · c4 білий кінь · g4 чорний ферзь · d2 білий пішак · h2 білий слон · h1 білий слон | a8 чорний король · b8 чорний слон · a6 чорний пішак · a5 білий кінь · b5 чорний слон · d5 білий король · c4 білий кінь · g4 чорний ферзь · d2 білий пішак · h2 білий слон · h1 білий слон | a8 чорний король · b8 чорний слон · a6 чорний пішак · a5 білий кінь · b5 чорний слон · d5 білий король · c4 білий кінь · g4 чорний ферзь · d2 білий пішак · h2 білий слон · h1 білий слон | a8 чорний король · b8 чорний слон · a6 чорний пішак · a5 білий кінь · b5 чорний слон · d5 білий король · c4 білий кінь · g4 чорний ферзь · d2 білий пішак · h2 білий слон · h1 білий слон | a8 чорний король · b8 чорний слон · a6 чорний пішак · a5 білий кінь · b5 чорний слон · d5 білий король · c4 білий кінь · g4 чорний ферзь · d2 білий пішак · h2 білий слон · h1 білий слон | a8 чорний король · b8 чорний слон · a6 чорний пішак · a5 білий кінь · b5 чорний слон · d5 білий король · c4 білий кінь · g4 чорний ферзь · d2 білий пішак · h2 білий слон · h1 білий слон | a8 чорний король · b8 чорний слон · a6 чорний пішак · a5 білий кінь · b5 чорний слон · d5 білий король · c4 білий кінь · g4 чорний ферзь · d2 білий пішак · h2 білий слон · h1 білий слон | a8 чорний король · b8 чорний слон · a6 чорний пішак · a5 білий кінь · b5 чорний слон · d5 білий король · c4 білий кінь · g4 чорний ферзь · d2 білий пішак · h2 білий слон · h1 білий слон | 6 |
| 5 | a8 чорний король · b8 чорний слон · a6 чорний пішак · a5 білий кінь · b5 чорний слон · d5 білий король · c4 білий кінь · g4 чорний ферзь · d2 білий пішак · h2 білий слон · h1 білий слон | a8 чорний король · b8 чорний слон · a6 чорний пішак · a5 білий кінь · b5 чорний слон · d5 білий король · c4 білий кінь · g4 чорний ферзь · d2 білий пішак · h2 білий слон · h1 білий слон | a8 чорний король · b8 чорний слон · a6 чорний пішак · a5 білий кінь · b5 чорний слон · d5 білий король · c4 білий кінь · g4 чорний ферзь · d2 білий пішак · h2 білий слон · h1 білий слон | a8 чорний король · b8 чорний слон · a6 чорний пішак · a5 білий кінь · b5 чорний слон · d5 білий король · c4 білий кінь · g4 чорний ферзь · d2 білий пішак · h2 білий слон · h1 білий слон | a8 чорний король · b8 чорний слон · a6 чорний пішак · a5 білий кінь · b5 чорний слон · d5 білий король · c4 білий кінь · g4 чорний ферзь · d2 білий пішак · h2 білий слон · h1 білий слон | a8 чорний король · b8 чорний слон · a6 чорний пішак · a5 білий кінь · b5 чорний слон · d5 білий король · c4 білий кінь · g4 чорний ферзь · d2 білий пішак · h2 білий слон · h1 білий слон | a8 чорний король · b8 чорний слон · a6 чорний пішак · a5 білий кінь · b5 чорний слон · d5 білий король · c4 білий кінь · g4 чорний ферзь · d2 білий пішак · h2 білий слон · h1 білий слон | a8 чорний король · b8 чорний слон · a6 чорний пішак · a5 білий кінь · b5 чорний слон · d5 білий король · c4 білий кінь · g4 чорний ферзь · d2 білий пішак · h2 білий слон · h1 білий слон | 5 |
| 4 | a8 чорний король · b8 чорний слон · a6 чорний пішак · a5 білий кінь · b5 чорний слон · d5 білий король · c4 білий кінь · g4 чорний ферзь · d2 білий пішак · h2 білий слон · h1 білий слон | a8 чорний король · b8 чорний слон · a6 чорний пішак · a5 білий кінь · b5 чорний слон · d5 білий король · c4 білий кінь · g4 чорний ферзь · d2 білий пішак · h2 білий слон · h1 білий слон | a8 чорний король · b8 чорний слон · a6 чорний пішак · a5 білий кінь · b5 чорний слон · d5 білий король · c4 білий кінь · g4 чорний ферзь · d2 білий пішак · h2 білий слон · h1 білий слон | a8 чорний король · b8 чорний слон · a6 чорний пішак · a5 білий кінь · b5 чорний слон · d5 білий король · c4 білий кінь · g4 чорний ферзь · d2 білий пішак · h2 білий слон · h1 білий слон | a8 чорний король · b8 чорний слон · a6 чорний пішак · a5 білий кінь · b5 чорний слон · d5 білий король · c4 білий кінь · g4 чорний ферзь · d2 білий пішак · h2 білий слон · h1 білий слон | a8 чорний король · b8 чорний слон · a6 чорний пішак · a5 білий кінь · b5 чорний слон · d5 білий король · c4 білий кінь · g4 чорний ферзь · d2 білий пішак · h2 білий слон · h1 білий слон | a8 чорний король · b8 чорний слон · a6 чорний пішак · a5 білий кінь · b5 чорний слон · d5 білий король · c4 білий кінь · g4 чорний ферзь · d2 білий пішак · h2 білий слон · h1 білий слон | a8 чорний король · b8 чорний слон · a6 чорний пішак · a5 білий кінь · b5 чорний слон · d5 білий король · c4 білий кінь · g4 чорний ферзь · d2 білий пішак · h2 білий слон · h1 білий слон | 4 |
| 3 | a8 чорний король · b8 чорний слон · a6 чорний пішак · a5 білий кінь · b5 чорний слон · d5 білий король · c4 білий кінь · g4 чорний ферзь · d2 білий пішак · h2 білий слон · h1 білий слон | a8 чорний король · b8 чорний слон · a6 чорний пішак · a5 білий кінь · b5 чорний слон · d5 білий король · c4 білий кінь · g4 чорний ферзь · d2 білий пішак · h2 білий слон · h1 білий слон | a8 чорний король · b8 чорний слон · a6 чорний пішак · a5 білий кінь · b5 чорний слон · d5 білий король · c4 білий кінь · g4 чорний ферзь · d2 білий пішак · h2 білий слон · h1 білий слон | a8 чорний король · b8 чорний слон · a6 чорний пішак · a5 білий кінь · b5 чорний слон · d5 білий король · c4 білий кінь · g4 чорний ферзь · d2 білий пішак · h2 білий слон · h1 білий слон | a8 чорний король · b8 чорний слон · a6 чорний пішак · a5 білий кінь · b5 чорний слон · d5 білий король · c4 білий кінь · g4 чорний ферзь · d2 білий пішак · h2 білий слон · h1 білий слон | a8 чорний король · b8 чорний слон · a6 чорний пішак · a5 білий кінь · b5 чорний слон · d5 білий король · c4 білий кінь · g4 чорний ферзь · d2 білий пішак · h2 білий слон · h1 білий слон | a8 чорний король · b8 чорний слон · a6 чорний пішак · a5 білий кінь · b5 чорний слон · d5 білий король · c4 білий кінь · g4 чорний ферзь · d2 білий пішак · h2 білий слон · h1 білий слон | a8 чорний король · b8 чорний слон · a6 чорний пішак · a5 білий кінь · b5 чорний слон · d5 білий король · c4 білий кінь · g4 чорний ферзь · d2 білий пішак · h2 білий слон · h1 білий слон | 3 |
| 2 | a8 чорний король · b8 чорний слон · a6 чорний пішак · a5 білий кінь · b5 чорний слон · d5 білий король · c4 білий кінь · g4 чорний ферзь · d2 білий пішак · h2 білий слон · h1 білий слон | a8 чорний король · b8 чорний слон · a6 чорний пішак · a5 білий кінь · b5 чорний слон · d5 білий король · c4 білий кінь · g4 чорний ферзь · d2 білий пішак · h2 білий слон · h1 білий слон | a8 чорний король · b8 чорний слон · a6 чорний пішак · a5 білий кінь · b5 чорний слон · d5 білий король · c4 білий кінь · g4 чорний ферзь · d2 білий пішак · h2 білий слон · h1 білий слон | a8 чорний король · b8 чорний слон · a6 чорний пішак · a5 білий кінь · b5 чорний слон · d5 білий король · c4 білий кінь · g4 чорний ферзь · d2 білий пішак · h2 білий слон · h1 білий слон | a8 чорний король · b8 чорний слон · a6 чорний пішак · a5 білий кінь · b5 чорний слон · d5 білий король · c4 білий кінь · g4 чорний ферзь · d2 білий пішак · h2 білий слон · h1 білий слон | a8 чорний король · b8 чорний слон · a6 чорний пішак · a5 білий кінь · b5 чорний слон · d5 білий король · c4 білий кінь · g4 чорний ферзь · d2 білий пішак · h2 білий слон · h1 білий слон | a8 чорний король · b8 чорний слон · a6 чорний пішак · a5 білий кінь · b5 чорний слон · d5 білий король · c4 білий кінь · g4 чорний ферзь · d2 білий пішак · h2 білий слон · h1 білий слон | a8 чорний король · b8 чорний слон · a6 чорний пішак · a5 білий кінь · b5 чорний слон · d5 білий король · c4 білий кінь · g4 чорний ферзь · d2 білий пішак · h2 білий слон · h1 білий слон | 2 |
| 1 | a8 чорний король · b8 чорний слон · a6 чорний пішак · a5 білий кінь · b5 чорний слон · d5 білий король · c4 білий кінь · g4 чорний ферзь · d2 білий пішак · h2 білий слон · h1 білий слон | a8 чорний король · b8 чорний слон · a6 чорний пішак · a5 білий кінь · b5 чорний слон · d5 білий король · c4 білий кінь · g4 чорний ферзь · d2 білий пішак · h2 білий слон · h1 білий слон | a8 чорний король · b8 чорний слон · a6 чорний пішак · a5 білий кінь · b5 чорний слон · d5 білий король · c4 білий кінь · g4 чорний ферзь · d2 білий пішак · h2 білий слон · h1 білий слон | a8 чорний король · b8 чорний слон · a6 чорний пішак · a5 білий кінь · b5 чорний слон · d5 білий король · c4 білий кінь · g4 чорний ферзь · d2 білий пішак · h2 білий слон · h1 білий слон | a8 чорний король · b8 чорний слон · a6 чорний пішак · a5 білий кінь · b5 чорний слон · d5 білий король · c4 білий кінь · g4 чорний ферзь · d2 білий пішак · h2 білий слон · h1 білий слон | a8 чорний король · b8 чорний слон · a6 чорний пішак · a5 білий кінь · b5 чорний слон · d5 білий король · c4 білий кінь · g4 чорний ферзь · d2 білий пішак · h2 білий слон · h1 білий слон | a8 чорний король · b8 чорний слон · a6 чорний пішак · a5 білий кінь · b5 чорний слон · d5 білий король · c4 білий кінь · g4 чорний ферзь · d2 білий пішак · h2 білий слон · h1 білий слон | a8 чорний король · b8 чорний слон · a6 чорний пішак · a5 білий кінь · b5 чорний слон · d5 білий король · c4 білий кінь · g4 чорний ферзь · d2 білий пішак · h2 білий слон · h1 білий слон | 1 |
|   | a | b | c | d | e | f | g | h |   |

1. Sb6+ Ka7 2. Sc8+! D:c8 3. Lg1+ Ka8
4. Kd4+ Ka7 5. Ke4+  Ka8  6. Ke3+ Ka7
7. Kf3+  Ka8 8. Kf2+   Ka7  9. Ke1+ Dc5 10. L:c5#